# Puente de Alcántara
Il Puente de Alcántara è un ponte ad arco romano che attraversa il fiume Tago ed è situato nella città spagnola di Toledo. La parola Alcántara deriva dall'arabo القنطرة (al-qanţarah) e significa "ponte".

## Storia e descrizione

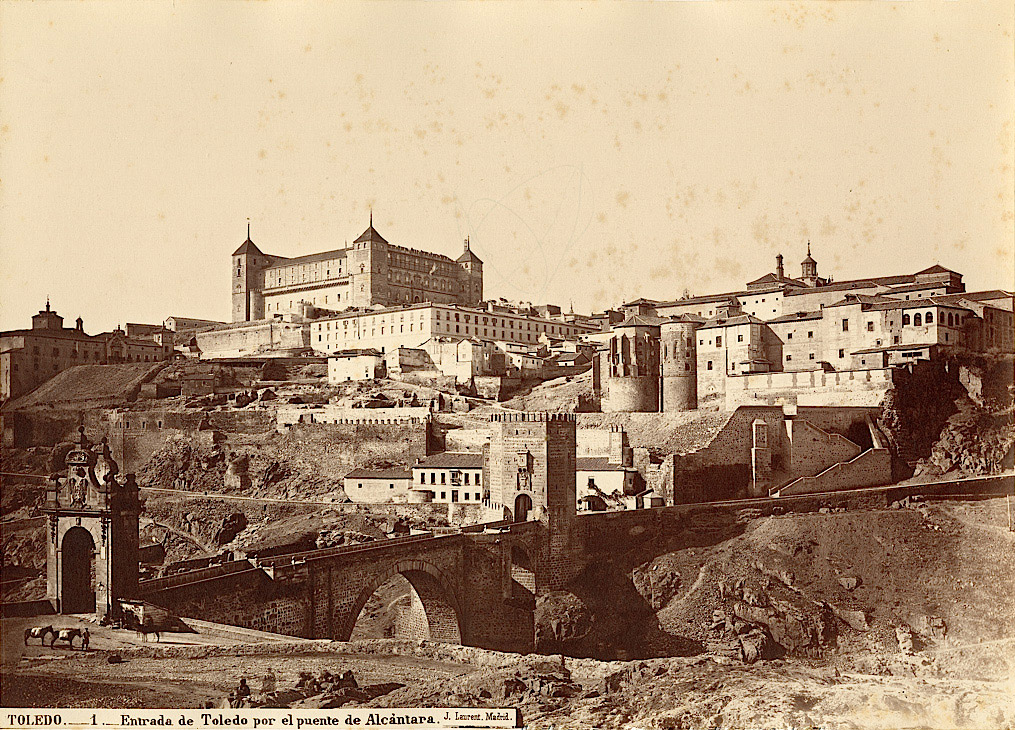
Ponte d'Alcántara da Juan Laurent, c. 1864-1870, Department of Image Collections, National Gallery of Art Library, Washington, DC

Ubicato ai piedi del Castello di San Servando, è stato costruito dai Romani dopo che questi ultimi fondarono la città. Durante il Medioevo è stata una delle poche porte d'accesso alla città.
Attualmente ha due archi. Vi sono prove concrete che sia stato edificato durante il periodo romano nelle fondamenta della città di Toletum. È stato danneggiato e ricostruito nel X secolo, momento in cui ha perso il suo terzo arco, ridotto ad un accesso a ferro di cavallo. Nel periodo medievale era uno dei ponti che garantivano l'accesso alla città e un ingresso obbligatorio per tutti i pellegrini.
Durante il regno di Alfonso X di Castiglia fu pesantemente lesionato e fu necessario ricostruirlo. A questo periodo risale la torre occidentale, in seguito decorata nel regno dei re cattolici, i quali scelsero i propri stemmi per fregiare le mura della torre. Il frutto della melagrana (simbolo di Granada) non risulta presente, in quanto la Reconquista non si era ancora conclusa.
Nel 1721, date le sue pessime condizioni, la torre orientale fu sostituita da un arco trionfale in stile barocco.
È stato dichiarato monumento nazionale nel 1921.
Il ponte non va confuso con il ponte di Alcántara ad Alcántara o il ponte di Alconétar, entrambi ponti romani.